# DSA-435
La DSA-435 es una carretera perteneciente a la Red Secundaria de la Diputación Provincial de Salamanca que une la  CL-517  con la localidad de Peralejos de Abajo.

## Origen y Destino
La carretera  DSA-435  tiene su origen en Peralejos de Abajo en la intersección con la carretera  CL-517 , y termina en el casco urbano de Peralejos de Abajo, formando parte de la Red de carreteras de Salamanca.